# 2013 en droit
Cet article présente les faits marquants de l'année 2013 en droit.

## Évènements

### Janvier
- 1er janvier
  -  Union européenne : entrée en vigueur du pacte budgétaire européen signé par 25 et ratifié par 16 des États membres[1].
  -  Hongrie  :
    - premier anniversaire de l'entrée en vigueur de la loi fondamentale;
    - entrée en vigueur de la réforme territoriale. Les districts remplacent les micro-régions statistiques.
- 5 janvier
  -  États-Unis -  Suisse   : Wegelin & Co., la plus ancienne banque suisse cesse ses activités après avoir été inculpée aux États-Unis pour fraude fiscale. Plaidant coupable, elle a accepté le versement d'une amende de 57,8 millions de dollars américains[2],[3].
- 15 janvier
  -  Pakistan : la Cour suprême ordonne l'arrestation du Premier ministre Raja Pervez Ashraf dans un contexte de manifestations dénonçant la corruption de la classe politique[4].
- 22 janvier
  -  Union européenne- Royaume-Uni : le Premier ministre britannique David Cameron annonce un référendum sur le maintien de son pays dans l’Union européenne en cas de victoire de son parti aux prochaines élections.
- 23 janvier
  -  France- Mexique : Florence Cassez est libérée après l’annulation de sa condamnation par la Cour suprême du Mexique.
- 30 janvier
  - Paris ( France) : les parisiennes ont désormais officiellement le droit de porter le pantalon

### Novembre
- 20 novembre : journée internationale des droits de l'enfant célébrant l'anniversaire de la convention internationale des droits des enfants (CIDE) adoptée le 20 novembre 1989.

### Décembre
- 10 décembre : journée internationale des droits de l'homme pour honorer l'adoption par l'Assemblée générale des Nations unies et de la proclamation le 10 décembre 1948 de la Déclaration universelle des droits de l'homme.

## Décès
- 14 février 2013 : Ronald Dworkin, spécialiste américain de la philosophie du droit et rédacteur du magazine The New York Review of Books est décédé.
- 15 août 2013 : Jacques Vergès, avocat français célèbre pour avoir défendu des criminels notables dont le nazi Klaus Barbie ou le terroriste international Carlos, est décédé.